# Markus Baur
Markus Baur (Meersburg, 22 de enero de 1971) es un exjugador de balonmano alemán que jugaba como central. Fue uno de los componentes de la Selección de balonmano de Alemania con la que disputó 228 partidos internacionales en los que ha anotó un total de 712 goles, debutando un 4 de agosto de 1994 contra la selección de Marruecos. 
Tuvo su aparición en la Bundesliga en 1993 con el histórico SG Wallau-Massenheim, club al que había llegado ese mismo verano. Tras cuatro años en Fráncfort del Meno y un breve paso por el TV Niederwürzbach, ficharía en 1998 por el HSG Wetzlar, club modesto de la Bundesliga, pero en el que de la mano de su entrenador Velimir Petković, consiguió un desarrollo deportivo personal que lo situaría como el central titular de la selección alemana y uno de los jugadores más codiciados del balonmano alemán, lo que le llevaría en 2001 a fichar por uno de los equipos más potentes de Alemania, el TBV Lemgo, con el que se proclamaría campeón alemán.
Tras los Juegos Olímpicos de Atenas de 2004, donde consiguió la medalla de plata, renunció en principio al equipo nacional, siendo reclutado nuevamente en 2007, al igual que Christian Schwarzer, con motivo del Campeonato del Mundo que precisamente Alemania vencería, teniendo Baur un papel muy determinante en la consecución de este mundial. Fue preseleccionado para representar a Alemania en los Juegos Olímpicos de Pekín de 2008, renunciando Baur en mayo de 2008 a formar parte del equipo alemán para dicha olimpiada.
En total disputó 410 partidos oficiales en la Bundesliga, marcando un total de 1.606 goles.

## Vida personal
Markus Baur está casado con su mujer Marion, con la que tiene una hija y dos hijos. Reside en la pequeña localidad de Mimmenhausen.
Tras terminar su carrera como jugador, ha colaborado tanto en RTL Television y Sport1 como comentarista y como experto en balonmano.

## Equipos
Jugador
- VfL Pfullingen (-1993)
- SG Wallau-Massenheim (1993-1997)
- TV Niederwürzbach (1997-1998)
- HSG Wetzlar (1998-2001)
- TBV Lemgo (2001-2007)
- Pfadi Winterthur (2007-2007)

Entrenador
- Pfadi Winterthur (2007-2007)
- TBV Lemgo (2008-2009)
- Selección de balonmano de Alemania junior (2010-2012)
- Kadetten Schaffhausen (2013-2016)
- TV Bittenfeld (2016-)

## Palmarés
Jugador
- Copa de Alemania 1994, 2002
- Bundesliga  2003
- Copa EHF  2006

Entrenador
- Liga de Suiza 2014, 2015
- Copa de Suiza 2014
- Supercopa de Suiza 2014

## Méritos y distinciones
- Jugador de balonmano del año en Alemania  2000, 2002